# Аполипопротеин H
Аполипопротеин H (бета-2-гликопротеин I, β2-гликопротеин I, англ. apolipoprotein H, beta-2-glycoprotein I, β2-glycoprotein I) — белок плазмы крови, связанный с отрицательно заряженными фосфолипидами, например, на поверхности окисленных липопротеинов низкой плотности (окЛПНП). Отличается от истинных аполипопротеинов, так как является гидрофильным белком полностью растворимым в водной среде. Связан с развитием системных аутосомных заболеваний, однако физиологическая роль белка неизвестна.

## Структура и свойства
АпоН состоит из 326 аминокислот, молекулярная масса — 50 кДа. Белок содержит 5 гомологичных повторов, известных как комплемент-контролирующие белковые домены (англ. Complement control protein domains). Последний домен содержит кластер положительно-заряженных аминокислот, который и определяет связывание белка с отрицательно-заряженными фосфолипидами. Связывается также с гепарином, липопротеинами, активированными тромбоцитами, окисленными ЛПНП (окЛПНП) и апоптозными клетками. Это может способствовать удалению из организма мёртвых клеток.
На поверхности окЛПНП апоН специфически связывается с некоторыми продуктами окисления липидов (7-кетохолестерин-ионом и 7-кетохолестерил-9-карбоксинонаноат). Роль белка в организме не ясна.

## Роль в патологии
АпоН связывается в крови с окЛПНП и вызывает аутоиммунный ответ в интиме атеросклеротических сосудов. Таким образом, комплекс окЛПНП-апоН вызывает системную красную волчанку, антифосфолипидный синдром и артериальный тромбоз.